# Tituly a vyznamenání Jurije Ljubimova

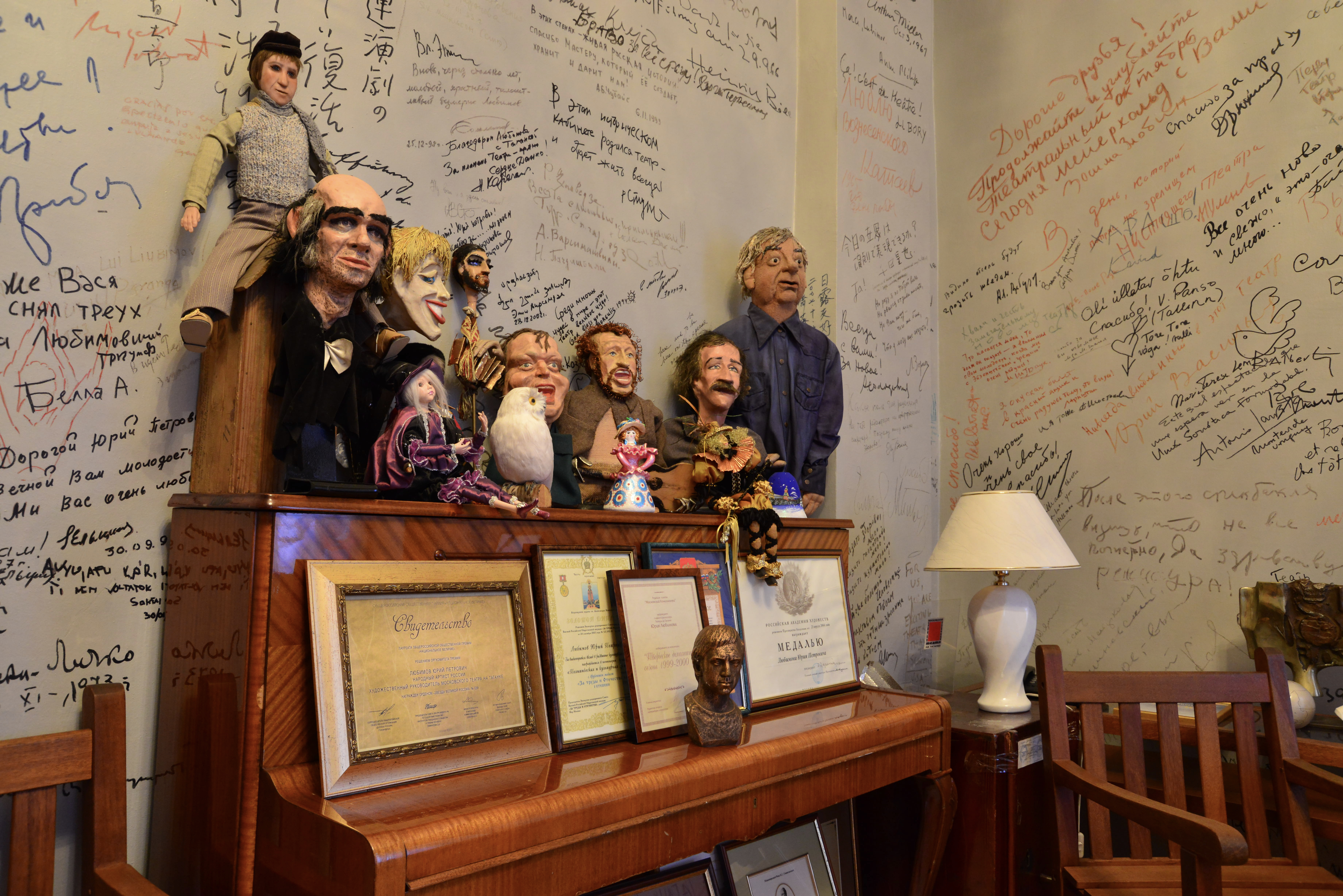
Pracovna Jurije Ljubimova v Divadle na Tagance

Jurij Petrovič Ljubimov, ruský divadelní herec, režisér a ředitel divadla Na Tagance během svého života obdržel řadu sovětských, ruských i zahraničních vyznamenání a ocenění jak státních tak nestátních.

## Státní vyznamenání

### Sovětská a ruská vyznamenání

#### Sovětská vyznamenání
- Stalinova cena II. třídy – 1952
- Zasloužilý umělec RSFSR – 1954
- Řád rudého praporu práce – 1977
- Medaile Za obranu Leningradu – 1943
- Medaile Za obranu Moskvy – 1944
- Medaile za vítězství nad Německem ve Velké vlastenecké válce 1941–1945 – 1946
- Pamětní medaile 800. výročí Moskvy – 1947

#### Ruská vyznamenání
- Státní cena Ruské federace za literaturu a umění za rok 1996 – 29. května 1997 – udělil prezident Boris Jelcin za vytvoření inovativního divadelního směru[1][2]
- Lidový umělec Ruské federace – 28. září 1992 – za velké zásluhy v oblasti divadelního umění

- Řád Za zásluhy o vlast II. třídy – 25. září 2007 – udělil prezident Vladimir Putin za vynikající přínos k rozvoji divadelního umění a mnoho let kreativní činnosti[3]
- Řád Za zásluhy o vlast III. třídy – 16. září 1997 – udělil prezident Boris Jelcin za svůj velký osobní přínos k rozvoji divadelního umění[4][5]
- Řád Za zásluhy o vlast IV. třídy – 29. června 2013 – za velký přínos k rozvoji umění divadla a mnoho let tvůrčí činnosti
- Jubilejní medaile 50. výročí vítězství ve Velké vlastenecké válce 1941–1945 – 1995
- Medaile Žukova – 1996
- Jubilejní medaile 65. výročí vítězství ve Velké vlastenecké válce 1941–1945 – 2010

### Zahraniční vyznamenání
- Estonsko
  -  Řád kříže země Panny Marie III. třídy – 3. února 2003[6]
- Finsko
  -  komtur Řádu finského lva – Finsko, 2006 – za vynikající přínos k divadelní spolupráci mezi Finskem a Ruskem
- Francie
  -  komandér Řádu umění a literatury – 2002
- Itálie
  -  velkodůstojník Řádu hvězdy italské solidarity – 3. února 2003[7]
- Japonsko
  -  Řád vycházejícího slunce se zlatými paprsky s rozetou – 2007 – za mimořádný přínos k posílení kulturních vazeb mezi Ruskem a Japonskem[8]
- Maďarsko
  -  velkodůstojník Záslužného řádu Maďarské republiky – Maďarsko, 2002 – za přínos k rozvoji maďarské kultury a světového divadla
- Německo
  -  záslužný kříž I. třídy Záslužného řádu Spolkové republiky Německo – Německo, 12. ledna 2005
- Polsko
  -  rytíř Řádu za zásluhy Polské republiky – Polsko, 2004 – za vynikající přínos k rozvoji polsko-ruské kulturní spolupráce
- Rakousko
  -  velká čestná dekorace ve stříbře Čestného odznaku Za zásluhy o Rakouskou republiku – Rakousko, 2007[9]
- Švédsko
  -  komtur Řádu polární hvězdy – Švédsko, 2004 – za významný přínos k rozvoji kulturní spolupráce mezi Švédskem a Ruskem

## Nestátní vyznamenání
- diplom I. stupně festivalu Moskevské divadelní jaro – Moskva, 1964
- zvláštní diplom festivalu Moskevské divadelní jaro – Moskva, 1965
- diplom I. stupně festivalu Moskevské divadelní jaro – Moskva, 1967
- první cena festivalu Moskevské divadelní jaro – Moskva, 1971
- velká ceny X. mezinárodního divadelního festivalu BITEF – za uvedení inscenace Shakespearova Hamleta v Divadle na Tagance – Bělehrad, Jugoslávie, 1976
- ocenění za nejlepšího režiséra za inscenaci hry Zločin a trest – Budapešť, Maďarsko, 1978
- první cena II. mezinárodního divadelního festivalu „Varšavské divadelní setkání” – Polsko, 1980
- ocenění za nejlepšího operního režiséra – Mnichov, Německo, 1982
- ocenění za nejlepšího operního režiséra za inscenaci hry Lulu – Turín, Itálie, 1983
- Evening Standard Award za nejlepšího režiséra roku za inscenaci hry Zločin a trest v Londýně – Spojené království, 1983
- ocenění za nejlepšího režiséra za inscenaci hry Zločin a trest – Bologna, Itálie, 1984
- Cena Josefa Kainze za inscenaci hry Zločin a trest ve vídeňském Burgtheateru – Rakousko, 1985
- ocenění za nejlepšího operního režiséra za inscenaci Janáčkovy opery Její pastorkyňa v Curyšské opeře – Švýcarsko, 1986
- ocenění za nejlepšího operního režiséra za inscenaci Janáčkovy opery Její pastorkyňa v Royal Opera House – Londýn, Spojené království, 1986
- ocenění za nejlepšího režiséra za inscenaci hry Zločin a trest – Washington, D.C., Spojené státy americké, 1987
- ocenění za nejlepšího operního režiséra za inscenaci Prokofjevovy hry Láska ke třem pomerančům – Mnichov, Německo, 1991
- cena diváků Mezinárodního divadelního festivalu v Athénách za inscenaci Eurípidovy Médey – Řecko, 1995
- ocenění za nejlepšího režiséra za inscenaci Čajkovského Pikové dámy – Bonn, Německo, 1996
- ocenění za nejlepšího operního režiséra za inscenaci Verdiho opery Nabucco – Bonn, Německo, 1997
- vítěz čestné ceny X. mezinárodního festivalu v Istanbulu za přínos k rozvoji světového divadla – Turecko, 1998
- velká cena Mezinárodního divadelního festivalu v Bonnu za inscenaci Dostojevského hry Bratři Karamazovi v Divadle na Tagance– Německo, 1998
- divadelní cena Racek v nominaci patriarcha umění – Moskva, 1999
- velká cena Mezinárodního divadelního festivalu v Řecku – Soluň, Řecko, 1999
- divadelní cena Zlatá maska – Moskva, 2000
- ruská národní cena Zlatý mikrofon (rusky: олотой микрофон) – Moskva, 2000
- velká cena Mezinárodního divadelního festivalu v Chorvatsku – Záhřeb, Chorvatsko, 2000
- divadelní cena redakce novin MK v nominaci muž roku – Moskva, 2002
- Odznak Za zásluhy o Moskvu – Moskva, 18. září 2007 – za zásluhy o rozvoj divadelního umění, velký přínos ke kulturnímu životu hlavního města a za mnoho let tvůrčí činnosti
- Mezinárodní cena UNESCO Mozartova zlatá medaile – Moskva, 2007
- čestný občan Budapešti – 2007

### Akademická ocenění
- řádný člen Puškinovy americké akademie umění – New York, 2001
- diplom Puškinovy americké akademie umění za inscenaci Puškinovy hry Evžen Oněgin v Divadla na Tagance – New York, 2001
- čestný člen Moskevské akademie umění – Moskva, 2007
- Zlatá medaile Ruské akademie umění – Moskva, 2007
- čestný člen Ruské akademie umění[10]